# Puchar IBU w biathlonie 2010/2011
Puchar IBU w biathlonie 2010/2011 – trzecia edycja tego cyklu zawodów. Inauguracja nastąpiła 27 listopada 2010 w Beitostølen, zaś Puchar zakończył się 13 marca 2011 we francuskim Annecy. Obrońcami tytułu sprzed roku byli reprezentanci Niemiec Daniel Graf oraz Sabrina Buchholz. Zwycięzcami klasyfikacji generalnej zostali Rosjanin Wiktor Wasiljew oraz Niemka Franziska Hildebrand.

## Mężczyźni

### Wyniki
| 1. Puchar IBU w Beitostølen, 27.11.2010 – 28.11.2010 | 1. Puchar IBU w Beitostølen, 27.11.2010 – 28.11.2010 | 1. Puchar IBU w Beitostølen, 27.11.2010 – 28.11.2010 | 1. Puchar IBU w Beitostølen, 27.11.2010 – 28.11.2010 | 1. Puchar IBU w Beitostølen, 27.11.2010 – 28.11.2010 |
| Data                                                 | Konkurencja                                          | miejsce                                              | miejsce                                              | miejsce                                              |
| ---------------------------------------------------- | ---------------------------------------------------- | ---------------------------------------------------- | ---------------------------------------------------- | ---------------------------------------------------- |
| 27 listopada 2010                                    | Sprint (10 km)                                       | Simon Fourcade                                       | Rune Brattsveen                                      | Michael Hauser                                       |
| 28 listopada 2010                                    | Sprint (10 km)                                       | Ilmārs Bricis                                        | Wiktor Wasiljew                                      | Maksim Ichsanow                                      |

| 2. Puchar IBU w Martello, 11.12.2010 – 12.12.2010 | 2. Puchar IBU w Martello, 11.12.2010 – 12.12.2010 | 2. Puchar IBU w Martello, 11.12.2010 – 12.12.2010 | 2. Puchar IBU w Martello, 11.12.2010 – 12.12.2010 | 2. Puchar IBU w Martello, 11.12.2010 – 12.12.2010 |
| Data                                              | Konkurencja                                       | miejsce                                           | miejsce                                           | miejsce                                           |
| ------------------------------------------------- | ------------------------------------------------- | ------------------------------------------------- | ------------------------------------------------- | ------------------------------------------------- |
| 11 grudnia 2010                                   | Bieg indywidualny (20 km)                         | Timofiej Łapszyn                                  | Daniel Böhm                                       | Aleksiej Czurin                                   |
| 12 grudnia 2010                                   | Sprint (10 km)                                    | Andriej Makowiejew                                | Artiom Uszakow                                    | Artem Pryma                                       |

| 3. Puchar IBU w Obertilliach, 17.12.2010 – 18.12.2010 | 3. Puchar IBU w Obertilliach, 17.12.2010 – 18.12.2010 | 3. Puchar IBU w Obertilliach, 17.12.2010 – 18.12.2010 | 3. Puchar IBU w Obertilliach, 17.12.2010 – 18.12.2010 | 3. Puchar IBU w Obertilliach, 17.12.2010 – 18.12.2010 |
| Data                                                  | Konkurencja                                           | miejsce                                               | miejsce                                               | miejsce                                               |
| ----------------------------------------------------- | ----------------------------------------------------- | ----------------------------------------------------- | ----------------------------------------------------- | ----------------------------------------------------- |
| 17 grudnia 2010                                       | Sprint (10 km)                                        | Markus Windisch                                       | Ronny Hafsås                                          | Artiom Uszakow                                        |
| 18 grudnia 2010                                       | Bieg pościgowy (12,5 km)                              | Rene Laurent Vuillermoz                               | Toni Lang                                             | Kazuya Inomata                                        |

| 4. Puchar IBU w Nové Město na Moravě, 8.01.2011 – 9.01.2011 | 4. Puchar IBU w Nové Město na Moravě, 8.01.2011 – 9.01.2011 | 4. Puchar IBU w Nové Město na Moravě, 8.01.2011 – 9.01.2011 | 4. Puchar IBU w Nové Město na Moravě, 8.01.2011 – 9.01.2011 | 4. Puchar IBU w Nové Město na Moravě, 8.01.2011 – 9.01.2011 |
| Data                                                        | Konkurencja                                                 | miejsce                                                     | miejsce                                                     | miejsce                                                     |
| ----------------------------------------------------------- | ----------------------------------------------------------- | ----------------------------------------------------------- | ----------------------------------------------------------- | ----------------------------------------------------------- |
| 8 stycznia 2010                                             | Bieg indywidualny (20 km)                                   | Erik Lesser                                                 | Aleksiej Wołkow                                             | Daniel Böhm                                                 |
| 9 stycznia 2010                                             | Sprint (10 km)                                              | Jewgienij Garaniczew                                        | Toni Lang                                                   | Daniel Böhm Wiktor Wasiljew                                 |

| 5. Puchar IBU w Altenberg, 14.01.2011 – 15.01.2011 | 5. Puchar IBU w Altenberg, 14.01.2011 – 15.01.2011 | 5. Puchar IBU w Altenberg, 14.01.2011 – 15.01.2011 | 5. Puchar IBU w Altenberg, 14.01.2011 – 15.01.2011 | 5. Puchar IBU w Altenberg, 14.01.2011 – 15.01.2011 |
| Data                                               | Konkurencja                                        | miejsce                                            | miejsce                                            | miejsce                                            |
| -------------------------------------------------- | -------------------------------------------------- | -------------------------------------------------- | -------------------------------------------------- | -------------------------------------------------- |
| 14 stycznia 2011                                   | Sprint (10 km)                                     | Thomas Frei                                        | Wiktor Wasiljew                                    | Jan Olav Gjermundshaug                             |
| 15 stycznia 2011                                   | Bieg pościgowy (12,5 km)                           | Jewgienij Garaniczew                               | Wiktor Wasiljew                                    | Thomas Frei                                        |

| 6. Puchar IBU w Osrblie, 5.02.2011 – 6.02.2011 | 6. Puchar IBU w Osrblie, 5.02.2011 – 6.02.2011 | 6. Puchar IBU w Osrblie, 5.02.2011 – 6.02.2011 | 6. Puchar IBU w Osrblie, 5.02.2011 – 6.02.2011 | 6. Puchar IBU w Osrblie, 5.02.2011 – 6.02.2011 |
| Data                                           | Konkurencja                                    | miejsce                                        | miejsce                                        | miejsce                                        |
| ---------------------------------------------- | ---------------------------------------------- | ---------------------------------------------- | ---------------------------------------------- | ---------------------------------------------- |
| 5 lutego 2011                                  | Bieg indywidualny (20 km)                      | Erik Lesser                                    | Robin Kiel                                     | Vasja Rupnik                                   |
| 6 lutego 2011                                  | Sprint (10 km)                                 | Erik Lesser                                    | Florian Graf                                   | Pavol Hurajt                                   |

| 7. Puchar IBU w Bansko, 11.02.2011 – 12.02.2011 | 7. Puchar IBU w Bansko, 11.02.2011 – 12.02.2011 | 7. Puchar IBU w Bansko, 11.02.2011 – 12.02.2011 | 7. Puchar IBU w Bansko, 11.02.2011 – 12.02.2011 | 7. Puchar IBU w Bansko, 11.02.2011 – 12.02.2011 |
| Data                                            | Konkurencja                                     | miejsce                                         | miejsce                                         | miejsce                                         |
| ----------------------------------------------- | ----------------------------------------------- | ----------------------------------------------- | ----------------------------------------------- | ----------------------------------------------- |
| 11 lutego 2011                                  | Sprint (10 km)                                  | Jewgienij Ustiugow                              | Ivan Joller                                     | Krasimir Anew                                   |
| 12 lutego 2011                                  | Sprint (10 km)                                  | Jewgienij Ustiugow                              | Krasimir Anew                                   | Ołeg Kołodujczuk                                |

| 8. Puchar IBU w Annecy, 11.03.2011 – 13.03.2011 | 8. Puchar IBU w Annecy, 11.03.2011 – 13.03.2011 | 8. Puchar IBU w Annecy, 11.03.2011 – 13.03.2011 | 8. Puchar IBU w Annecy, 11.03.2011 – 13.03.2011 | 8. Puchar IBU w Annecy, 11.03.2011 – 13.03.2011 |
| Data                                            | Konkurencja                                     | miejsce                                         | miejsce                                         | miejsce                                         |
| ----------------------------------------------- | ----------------------------------------------- | ----------------------------------------------- | ----------------------------------------------- | ----------------------------------------------- |
| 11 marca 2011                                   | Bieg indywidualny (20 km)                       | Ivan Joller                                     | Roman Pryma                                     | Pietro Dutto                                    |
| 12 marca 2011                                   | Sprint (10 km)                                  | Florian Graf                                    | Pietro Dutto                                    | Martin Eng                                      |
| 13 marca 2010                                   | Bieg pościgowy (12,5 km)                        | Florian Graf                                    | Timofiej Łapszyn                                | Martin Eng                                      |

### Klasyfikacje
| Miejsce | Imię                 | Punkty |
| ------- | -------------------- | ------ |
| 1       | Wiktor Wasiljew      | 477    |
| 2       | Florian Graf         | 407    |
| 3.      | Martin Eng           | 381    |
| 4.      | Ivan Joller          | 358    |
| 5       | Michael Reiter       | 346    |
| 6       | Timofiej Łapszyn     | 330    |
| 7       | Claudio Böckli       | 294    |
| 8       | Erik Lesser          | 278    |
| 9       | Artiom Uszakow       | 265    |
| 10      | Lars Helge Birkeland | 240    |

| Miejsce | Imię                 | Punkty |
| ------- | -------------------- | ------ |
| 11      | Daniel Böhm          | 234    |
| 12      | Dag Erik Kokkin      | 229    |
| 13      | Michael Hauser       | 228    |
| 14      | Robin Kiel           | 223    |
| 15      | Aleksiej Czurin      | 210    |
| 16      | Jewgienij Garaniczew | 201    |
| 17      | Sven Grossegger      | 201    |
| 18      | Dominik Windisch     | 201    |
| 19      | Remi Borgeot         | 200    |
| 20      | Daniel Taschler      | 199    |

| Miejsce | Imię                 | Punkty |
| ------- | -------------------- | ------ |
| 1       | Timofiej Łapszyn     | 153    |
| 2       | Florian Graf         | 133    |
| 3.      | Erik Lesser          | 120    |
| 4.      | Ivan Joller          | 110    |
| 5       | Daniel Böhm          | 102    |
| 6       | Robin Kiel           | 92     |
| 7       | Claudio Böckli       | 89     |
| 8       | Lars Helge Birkeland | 86     |
| 9       | Michael Reiter       | 86     |
| 10      | Dag Erik Kokkin      | 82     |

| Miejsce | Imię            | Punkty |
| ------- | --------------- | ------ |
| 1       | Wiktor Wasiljew | 289    |
| 2       | Martin Eng      | 222    |
| 3.      | Michael Hauser  | 205    |
| 4.      | Ivan Joller     | 194    |
| 5       | Florian Graf    | 189    |
| 6       | Michael Reiter  | 188    |
| 7       | Artiom Uszakow  | 180    |
| 8       | Mattias Nilsson | 169    |
| 9       | Julian Eberhard | 154    |
| 10      | Claudio Böckli  | 150    |

| Miejsce | Imię                    | Punkty |
| ------- | ----------------------- | ------ |
| 1       | Wiktor Wasiljew         | 110    |
| 2       | Martin Eng              | 93     |
| 3.      | Florian Graf            | 85     |
| 4.      | Timofiej Łapszyn        | 72     |
| 5       | Michael Reiter          | 67     |
| 6       | Sven Grossegger         | 67     |
| 7       | Jewgienij Garaniczew    | 60     |
| 8       | Rene Laurent Vuillermoz | 60     |
| 9       | Thomas Frei             | 59     |
| 10      | Claudio Böckli          | 55     |

| Miejsce | Imię            | Punkty |
| ------- | --------------- | ------ |
| 1       | Rosja           | 5860   |
| 2       | Austria         | 4984   |
| 3.      | Norwegia        | 4690   |
| 4.      | Niemcy          | 4153   |
| 5       | Ukraina         | 4021   |
| 6       | Szwajcaria      | 3975   |
| 7       | Francja         | 3621   |
| 8       | Białoruś        | 3492   |
| 9       | Szwecja         | 3340   |
| 10      | Wielka Brytania | 3188   |

### Wyniki Polaków
| Zawodniczka   | Beitostølen 27.11 | Beitostølen 28.11 | Martello 11.12 | Martello 12.12 | Obertilliach 17.12 | Obertilliach 18.12 | Nové Město 08.01 | Nové Město 09.01 | Altenberg 14.01 | Altenberg 15.01 | Osrblie 5.02 | Osrblie 6.02 | Bansko 11.02 | Bansko 12.02 | Annecy 11.03 | Annecy 12.03 | Annecy 13.03 |
| G. Bril       | –                 | –                 | –              | –              | –                  | –                  | 86               | 70               | 86              | q               | –            | –            | –            | –            | –            | –            | –            |
| G. Guzik      | –                 | –                 | 125            | –              | 146                | q                  | –                | –                | –               | –               | –            | –            | –            | –            | –            | –            | –            |
| G. Jakubowicz | –                 | –                 | 69             | 95             | 106                | q                  | –                | –                | –               | –               | –            | –            | –            | –            | –            | –            | –            |
| M. Kobus      | 63                | 42                | –              | –              | –                  | –                  | –                | –                | –               | –               | 28           | 52           | –            | –            | –            | –            | –            |
| A. Kwak       | 58                | 28                | 71             | 51             | 56                 | –                  | 55               | 61               | 64              | q               | 50           | 51           | –            | –            | –            | –            | –            |
| R. Lepel      | –                 | –                 | 77             | 99             | 69                 | q                  | –                | –                | –               | –               | –            | –            | –            | –            | –            | –            | –            |
| K. Pływaczyk  | DNS               | DNS               | –              | –              | –                  | –                  | –                | –                | –               | –               | –            | –            | –            | –            | –            | –            | –            |
| Ł. Słonina    | –                 | –                 | 120            | 92             | –                  | –                  | 102              | 105              | 78              | q               | –            | –            | –            | –            | –            | –            | –            |
| Ł. Szczurek   | 37                | DNS               | –              | –              | –                  | –                  | –                | –                | –               | –               | –            | –            | –            | –            | –            | –            | –            |
| Sz. Turkowicz | –                 | –                 | –              | –              | –                  | –                  | 100              | 125              | 93              | q               | –            | –            | –            | –            | –            | –            | –            |
| Ł. Witek      | 59                | 15                | 115            | 62             | 54                 | 54                 | –                | –                | –               | –               | –            | –            | –            | –            | –            | –            | –            |
| S. Witek      | 43                | 50                | 63             | 80             | 44                 | 52                 | 91               | 59               | 35              | 45              | –            | –            | –            | –            | –            | –            | –            |
| M. Zawół      | –                 | –                 | –              | 124            | 143                | q                  | –                | –                | –               | –               | –            | –            | –            | –            | –            | –            | –            |

## Kobiety

### Wyniki
| 1. Puchar IBU w Beitostølen, 27.11.2010 – 28.11.2010 | 1. Puchar IBU w Beitostølen, 27.11.2010 – 28.11.2010 | 1. Puchar IBU w Beitostølen, 27.11.2010 – 28.11.2010 | 1. Puchar IBU w Beitostølen, 27.11.2010 – 28.11.2010 | 1. Puchar IBU w Beitostølen, 27.11.2010 – 28.11.2010 |
| Data                                                 | Konkurencja                                          | miejsce                                              | miejsce                                              | miejsce                                              |
| ---------------------------------------------------- | ---------------------------------------------------- | ---------------------------------------------------- | ---------------------------------------------------- | ---------------------------------------------------- |
| 27 listopada 2010                                    | Sprint (7,5 km)                                      | Uljana Dienisowa                                     | Jewgienija Siedowa                                   | Selina Gasparin                                      |
| 28 listopada 2010                                    | Sprint (7,5 km)                                      | Anastasija Kalina                                    | Bente Landheim                                       | Uljana Dienisowa                                     |

| 2. Puchar IBU w Martello, 11.12.2010 – 12.12.2010 | 2. Puchar IBU w Martello, 11.12.2010 – 12.12.2010 | 2. Puchar IBU w Martello, 11.12.2010 – 12.12.2010 | 2. Puchar IBU w Martello, 11.12.2010 – 12.12.2010 | 2. Puchar IBU w Martello, 11.12.2010 – 12.12.2010 |
| Data                                              | Konkurencja                                       | miejsce                                           | miejsce                                           | miejsce                                           |
| ------------------------------------------------- | ------------------------------------------------- | ------------------------------------------------- | ------------------------------------------------- | ------------------------------------------------- |
| 11 grudnia 2010                                   | Bieg indywidualny (15 km)                         | Jewgienija Siedowa                                | Kjersti Isaksen                                   | Nadine Horchler                                   |
| 12 grudnia 2010                                   | Sprint (7,5 km)                                   | Natalia Gusiewa                                   | Franziska Hildebrand                              | Gabriela Soukalová                                |

| 3. Puchar IBU w Obertilliach, 17.12.2010 – 18.12.2010 | 3. Puchar IBU w Obertilliach, 17.12.2010 – 18.12.2010 | 3. Puchar IBU w Obertilliach, 17.12.2010 – 18.12.2010 | 3. Puchar IBU w Obertilliach, 17.12.2010 – 18.12.2010 | 3. Puchar IBU w Obertilliach, 17.12.2010 – 18.12.2010 |
| Data                                                  | Konkurencja                                           | miejsce                                               | miejsce                                               | miejsce                                               |
| ----------------------------------------------------- | ----------------------------------------------------- | ----------------------------------------------------- | ----------------------------------------------------- | ----------------------------------------------------- |
| 17 grudnia 2010                                       | Sprint (7,5 km)                                       | Gabriela Soukalová                                    | Jewgienija Siedowa                                    | Carolin Hennecke                                      |
| 18 grudnia 2010                                       | Bieg pościgowy (10 km)                                | Gabriela Soukalová                                    | Carolin Hennecke                                      | Jewgienija Siedowa                                    |

| 4. Puchar IBU w Nové Město na Moravě, 8.01.2011 – 9.01.2011 | 4. Puchar IBU w Nové Město na Moravě, 8.01.2011 – 9.01.2011 | 4. Puchar IBU w Nové Město na Moravě, 8.01.2011 – 9.01.2011 | 4. Puchar IBU w Nové Město na Moravě, 8.01.2011 – 9.01.2011 | 4. Puchar IBU w Nové Město na Moravě, 8.01.2011 – 9.01.2011 |
| Data                                                        | Konkurencja                                                 | miejsce                                                     | miejsce                                                     | miejsce                                                     |
| ----------------------------------------------------------- | ----------------------------------------------------------- | ----------------------------------------------------------- | ----------------------------------------------------------- | ----------------------------------------------------------- |
| 8 stycznia 2010                                             | Bieg indywidualny (15 km)                                   | Natalja Burdyga                                             | Franziska Hildebrand                                        | Juliane Döll                                                |
| 9 stycznia 2010                                             | Sprint (7,5 km)                                             | Juliane Döll                                                | Gabriela Soukalová                                          | Jekatierina Głazyrina                                       |

| 5. Puchar IBU w Altenberg, 14.01.2011 – 15.01.2011 | 5. Puchar IBU w Altenberg, 14.01.2011 – 15.01.2011 | 5. Puchar IBU w Altenberg, 14.01.2011 – 15.01.2011 | 5. Puchar IBU w Altenberg, 14.01.2011 – 15.01.2011 | 5. Puchar IBU w Altenberg, 14.01.2011 – 15.01.2011 |
| Data                                               | Konkurencja                                        | miejsce                                            | miejsce                                            | miejsce                                            |
| -------------------------------------------------- | -------------------------------------------------- | -------------------------------------------------- | -------------------------------------------------- | -------------------------------------------------- |
| 14 stycznia 2011                                   | Sprint (7,5 km)                                    | Iris Schwabl                                       | Nadine Horchler                                    | Susann König                                       |
| 15 stycznia 2011                                   | Bieg pościgowy (10 km)                             | Iris Schwabl                                       | Nadine Horchler                                    | Uljana Dienisowa                                   |

| 6. Puchar IBU w Osrblie, 5.02.2011 – 6.02.2011 | 6. Puchar IBU w Osrblie, 5.02.2011 – 6.02.2011 | 6. Puchar IBU w Osrblie, 5.02.2011 – 6.02.2011 | 6. Puchar IBU w Osrblie, 5.02.2011 – 6.02.2011 | 6. Puchar IBU w Osrblie, 5.02.2011 – 6.02.2011 |
| Data                                           | Konkurencja                                    | miejsce                                        | miejsce                                        | miejsce                                        |
| ---------------------------------------------- | ---------------------------------------------- | ---------------------------------------------- | ---------------------------------------------- | ---------------------------------------------- |
| 5 lutego 2011                                  | Bieg indywidualny (15 km)                      | Jori Mørkve                                    | Olga Abramowa                                  | Marine Bolliet                                 |
| 6 lutego 2011                                  | Sprint (7,5 km)                                | Anastasija Tokarewa                            | Romana Schrempf                                | Anastasija Kuźmina                             |

| 7. Puchar IBU w Bansko, 11.02.2011 – 12.02.2011 | 7. Puchar IBU w Bansko, 11.02.2011 – 12.02.2011 | 7. Puchar IBU w Bansko, 11.02.2011 – 12.02.2011 | 7. Puchar IBU w Bansko, 11.02.2011 – 12.02.2011 | 7. Puchar IBU w Bansko, 11.02.2011 – 12.02.2011 |
| Data                                            | Konkurencja                                     | miejsce                                         | miejsce                                         | miejsce                                         |
| ----------------------------------------------- | ----------------------------------------------- | ----------------------------------------------- | ----------------------------------------------- | ----------------------------------------------- |
| 11 lutego 2011                                  | Sprint (7,5 km)                                 | Anastasija Tokarewa                             | Anna Bogalij-Titowiec                           | Anna Sorokina                                   |
| 12 lutego 2011                                  | Sprint (7,5 km)                                 | Anna Sorokina                                   | Anna Bogalij-Titowiec                           | Anastasija Tokarewa                             |

| 8. Puchar IBU w Annecy, 11.03.2011 – 13.03.2011 | 8. Puchar IBU w Annecy, 11.03.2011 – 13.03.2011 | 8. Puchar IBU w Annecy, 11.03.2011 – 13.03.2011 | 8. Puchar IBU w Annecy, 11.03.2011 – 13.03.2011 | 8. Puchar IBU w Annecy, 11.03.2011 – 13.03.2011 |
| Data                                            | Konkurencja                                     | miejsce                                         | miejsce                                         | miejsce                                         |
| ----------------------------------------------- | ----------------------------------------------- | ----------------------------------------------- | ----------------------------------------------- | ----------------------------------------------- |
| 11 marca 2011                                   | Bieg indywidualny (15 km)                       | Carolin Hennecke                                | Karolin Horchler                                | Jewgienija Siedowa                              |
| 12 marca 2011                                   | Sprint (7,5 km)                                 | Franziska Hildebrand                            | Juliane Döll                                    | Elisabeth Högberg                               |
| 13 marca 2010                                   | Bieg pościgowy (10 km)                          | Elisabeth Högberg                               | Juliane Döll                                    | Franziska Hildebrand                            |

### Klasyfikacje
| Miejsce | Imię                  | Punkty |
| ------- | --------------------- | ------ |
| 1       | Franziska Hildebrand  | 485    |
| 2       | Nadine Horchler       | 454    |
| 3.      | Jekatierina Szumiłowa | 408    |
| 4.      | Carolin Hennecke      | 407    |
| 5       | Solveig Rogstad       | 404    |
| 6       | Jewgienija Siedowa    | 397    |
| 7       | Uljana Dienisowa      | 352    |
| 8       | Gabriela Soukalová    | 347    |
| 9       | Susann König          | 339    |
| 10      | Juliane Döll          | 314    |

| Miejsce | Imię                  | Punkty |
| ------- | --------------------- | ------ |
| 11      | Julija Dżyma          | 301    |
| 12      | Roberta Fiandino      | 245    |
| 13      | Jacquemine Baud       | 238    |
| 14      | Jori Mørkve           | 234    |
| 15      | Jekatierina Głazyrina | 227    |
| 16      | Natalja Burdyga       | 221    |
| 17      | Marine Bolliet        | 209    |
| 18      | Anna Kunajewa         | 208    |
| 19      | Iris Schwabl          | 206    |
| 20      | Elisabeth Högberg     | 202    |

| Miejsce | Imię                  | Punkty |
| ------- | --------------------- | ------ |
| 1       | Franziska Hildebrand  | 128    |
| 2       | Carolin Hennecke      | 124    |
| 3.      | Nadine Horchler       | 121    |
| 4.      | Elisabeth Högberg     | 103    |
| 5       | Gabriela Soukalová    | 91     |
| 6       | Jekatierina Szumiłowa | 81     |
| 7       | Solveig Rogstad       | 80     |
| 8       | Uljana Dienisowa      | 77     |
| 9       | Jewgienija Siedowa    | 74     |
| 10      | Daria Wirolajen       | 71     |

| Miejsce | Imię                  | Punkty |
| ------- | --------------------- | ------ |
| 1       | Gabriela Soukalová    | 256    |
| 2       | Uljana Dienisowa      | 244    |
| 3.      | Solveig Rogstad       | 244    |
| 4.      | Franziska Hildebrand  | 201    |
| 5       | Jewgienija Siedowa    | 191    |
| 6       | Nadine Horchler       | 187    |
| 7       | Carolin Hennecke      | 182    |
| 8       | Jekatierina Szumiłowa | 182    |
| 9       | Anna Sorokina         | 173    |
| 10      | Anastasija Tokarewa   | 168    |

| Miejsce | Imię                  | Punkty |
| ------- | --------------------- | ------ |
| 1       | Franziska Hildebrand  | 128    |
| 2       | Carolin Hennecke      | 124    |
| 3.      | Nadine Horchler       | 121    |
| 4.      | Elisabeth Högberg     | 103    |
| 5       | Gabriela Soukalová    | 91     |
| 6       | Jekatierina Szumiłowa | 81     |
| 7       | Solveig Rogstad       | 80     |
| 8       | Uljana Dienisowa      | 77     |
| 9       | Jewgienija Siedowa    | 74     |
| 10      | Daria Wirolajen       | 71     |

| Miejsce | Imię      | Punkty |
| ------- | --------- | ------ |
| 1       | Rosja     | 5982   |
| 2       | Niemcy    | 4212   |
| 3.      | Norwegia  | 4188   |
| 4.      | Ukraina   | 3564   |
| 5       | Białoruś  | 3448   |
| 6       | Austria   | 3360   |
| 7       | Szwecja   | 3251   |
| 8       | Bułgaria  | 3149   |
| 9       | Francja   | 2966   |
| 10      | Finlandia | 2849   |

### Wyniki Polek
| Zawodniczka   | Beitostølen 27.11 | Beitostølen 28.11 | Martello 11.12 | Martello 12.12 | Obertilliach 17.12 | Obertilliach 18.12 | Nové Město 08.01 | Nové Město 09.01 | Altenberg 14.01 | Altenberg 15.01 | Osrblie 5.02 | Osrblie 6.02 | Bansko 11.02 | Bansko 12.02 | Annecy 11.03 | Annecy 12.03 | Annecy 13.03 |
| I. Bukacka    | –                 | –                 | –              | –              | –                  | –                  | 73               | 79               | –               | –               | –            | –            | –            | –            | –            | –            | –            |
| M.Bukowska    | –                 | –                 | 50             | 50             | 55                 | 51                 | –                | –                | –               | –               | –            | –            | –            | –            | –            | –            | –            |
| M. Gwizdoń    | –                 | –                 | –              | –              | –                  | –                  | –                | –                | –               | –               | –            | 13           | –            | –            | –            | –            | –            |
| M. Hojnisz    | 41                | 44                | DNS            | –              | –                  | –                  | –                | –                | –               | –               | –            | –            | –            | –            | –            | –            | –            |
| P. Hojnisz    | –                 | –                 | 57             | 47             | 67                 | q                  | 54               | 69               | 59              | LAP             | –            | –            | –            | –            | –            | –            | –            |
| I. Iwaniec    | –                 | –                 | 52             | 65             | 94                 | q                  | –                | –                | –               | –               | –            | –            | –            | –            | –            | –            | –            |
| K. Leja       | –                 | –                 | 43             | 67             | 66                 | q                  | –                | –                | –               | –               | –            | –            | –            | –            | –            | –            | –            |
| S. Malinowska | –                 | –                 | –              | –              | –                  | –                  | 66               | 85               | –               | –               | –            | –            | –            | –            | –            | –            | –            |
| A. Mąka       | –                 | –                 | 35             | 71             | 54                 | 46                 | –                | –                | –               | –               | –            | –            | –            | –            | –            | –            | –            |
| K. Pitoń      | –                 | –                 | 22             | 41             | 47                 | 27                 | 31               | 45               | –               | –               | –            | –            | –            | –            | –            | –            | –            |
| B. Szymańczak | –                 | –                 | –              | –              | –                  | –                  | 52               | 55               | 61              | q               | –            | –            | –            | –            | –            | –            | –            |